# Константин цу Хоенлое-Шилингсфюрст
Константин Виктор Ернст Емил Карл Александер Фридрих цу Хоенлое-Валденбург-Шилингсфюрст (на немски: Konstantin Viktor Ernst Emil Carl Alexander Friedrich Prinz zu Hohenlohe-Waldenburg-Schillingsfürst, von Ratibor und Corvey; * 8 септември 1828, Вилдег, Хесен; † 14 февруари 1896, Виена) е принц на Хоенлое-Шилингсфюрст-Валденбург-Ратибор и Корвей, императорски и кралски („k.u.k“) първи обер-хофмайстер (1866 –1896) и генерал на кавалерията в Австро-Унгария.

## Биография
Той е най-малкият син (осмото дете) на княз Франц Йозеф фон Хоенлое-Шилингсфюрст (1787 – 1841) и съпругата му принцеса Каролина Фридерика Констанца фон Хоенлое-Лангенбург (1792 – 1847), дъщеря на княз Карл Лудвиг фон Хоенлое-Лангенбург (1762 – 1825) и графиня Амалия Хенриета Шарлота фон Золмс-Барут (1768 – 1847). Брат е на Виктор (1818 – 1893), 1. княз на Корвей (1840) и 1. херцог на Ратибор (1840), княз на Хоенлое-Шилингсфюрст (1841), Хлодвиг (1819 – 1901), княз Хоенлое-Шилингсфюрст (1845), Густав Адолф (1823 – 1896), кардинал (1823 – 1896),
Константин купува през 1861 г. палат Хоенлое във Виена, където живее с фамилията си. През 1859 г. той е адютант на кайзер Франц Йозеф I.

## Фамилия
Константин се жени на 15 октомври 1859 г. във Ваймар за принцеса Мария Паулина Антоанета цу Сайн-Витгенщайн-Берлебург (* 18 февруари 1837; † 21 януари 1920), внучка на руския генералфелдмаршал Пьотър Витгенщайн († 1843), дъщеря на принц Николаус фон Сайн-Витгенщайн (1812 – 1864) и Елизабет Петровна Ивановска (1819 – 1889). Те имат шест деца:
- Франц Йозеф цу Хоенлое-Шилингсфюрст (1861 – 1871)
- Конрад цу Хоенлое-Шилингсфюрст (1863 – 1918), политик, женен на 10 юни 1888 г. във Виена за графиня Франциска фон Шьонборн-Буххайм (1866 – 1937)
- Филип цу Хоенлое-Шилингсфюрст (1864 – 1942), бенедиктинец, професор по църковно право
- Готфрид цу Хоенлое-Шилингсфюрст (1867 – 1932), генерал-майор, дипломат, женен на 3 юни 1908 г. в Баден при Виена за ерцхерцогиня Мария Хенриета от Австрия-Тешен (1883 – 1956)
- Волфганг цу Хоенлое-Шилингсфюрст (1869 – 1883)
- Мария Доротея цу Хоенлое-Шилингсфюрст (1872 – 1954), омъжена на 15 април 1896 г. във Виена за граф Фолрат фон Ламберг (1866 – 1958)

- Константин цу Хоенлое-Шилингсфюрст, 1869
- Мария принцеса цу Сайн-Витгенщайн, 1855